# Великоріцьке
Великорі́цьке (рос. Великорецкое) — село у складі Юр'янського району Кіровської області, Росія. Адміністративний центр Великоріцького сільського поселення.
Населення становить 327 осіб (2010, 350 у 2002).
Національний склад станом на 2002 рік — росіяни 91 %.